# Контрапример
В логиката и особено в приложението ѝ в математиката и философията, контрапримерът представлява изключение от изказано общо правило. Контрапримерът може да бъде даден и с цел да се отхвърли дадена хипотеза или изявление, което хората (особено математиците) считат за вярно.
В математиката, контрапримерите се използват често, за да се докажат границите на възможни теореми. Чрез използването им, математиците се застраховат срещу поемането по „задъдена улица“ при изследването на теореми и се научават как да променят хипотезите така, че да се получават доказуеми теореми.
Във философията, контрапримерите обикновено се използват за обсъждане на определена философска позиция, показвайки, че тя е грешна, тъй като не важи за определени случаи. За разлика от математиците, философите не могат да докажат безспорно своите твърдения, така че другите философи могат да не се съгласят или да намерят допълнителни контрапримери в отговор.